# White Hart Lane
White Hart Lane  era el recinto oficial del Tottenham Hotspur de la Premier  y tenía una capacidad de 36.285. El estadio estaba situado en la zona de Tottenham en el norte de Londres, Inglaterra. El estadio fue demolido después del final de la temporada 2016-17.
El estadio, que era conocido entre los aficionados de los Spurs como The Lane, también había sido seleccionado para los partidos de la selección de fútbol de Inglaterra y los partidos de la selección de fútbol sub-20 de Inglaterra. White Hart Lane presentó registros de asistencia en la década de 1960 de más de 70.000 espectadores, pero con la colocación de asientos, la capacidad se vio reducida a poco más de 36.000 personas, un número modesto en relación con estadios de otros equipos de la Premier League. El récord de asistencia fue un encuentro de FA Cup el 5 de marzo de 1938 contra el Sunderland con una asistencia de 75.038 personas.
Actualmente, el Tottenham juega como local en el Tottenham Hotspur Stadium, ubicado en la misma localización donde estaba el White Hart Lane. Este nuevo estadio cuenta con capacidad de recibir a 62.850 espectadores, además de ser considerado uno de los más modernos del país. El nuevo estadio ha sido diseñado por Populous, que también diseñó la casa del Arsenal, el Emirates Stadium.

## Historia

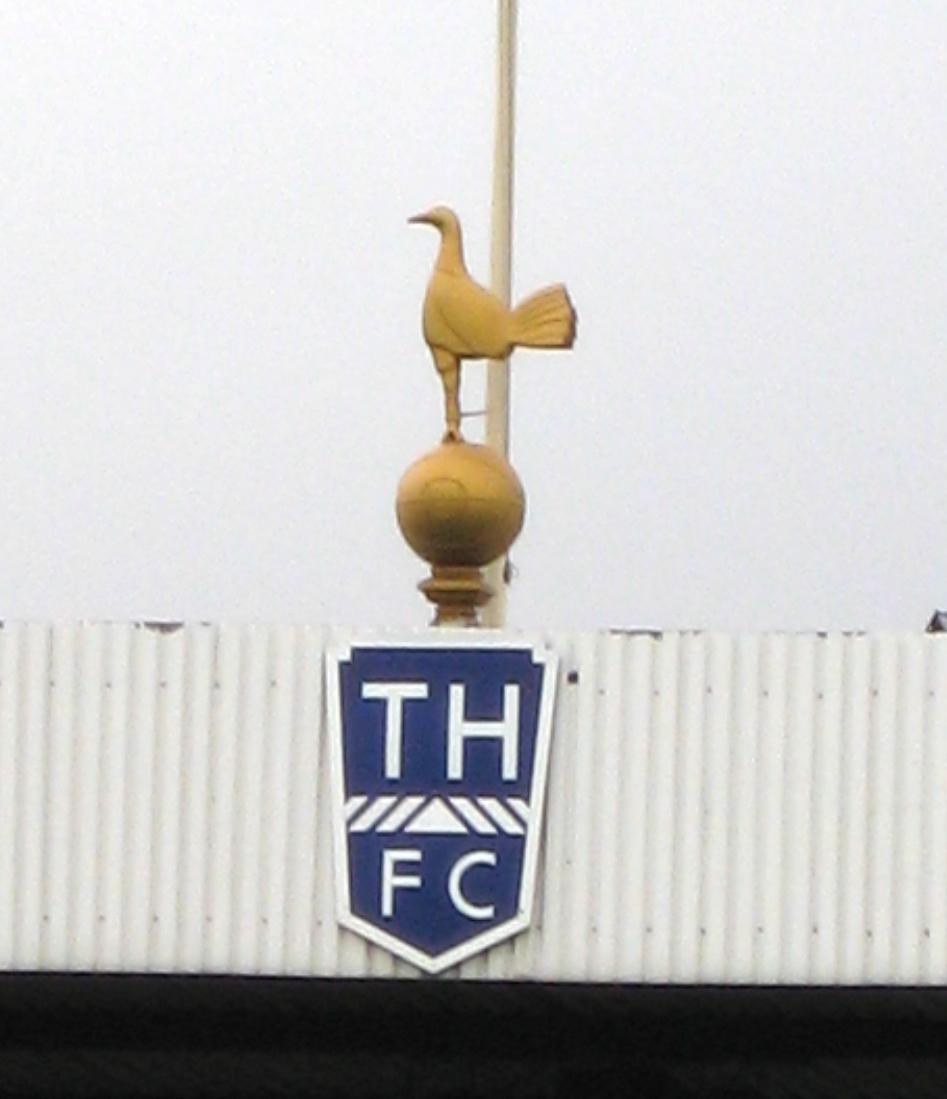
El gallo del estadio

El Tottenham Hotspur se mudó a White Hart Lane en 1899. Su primer partido en este campo finalizó con una victoria sobre el Notts County por 4-1. Cinco mil hinchas presenciaron la victoria. Entre 1908 y 1972, White Hart Lane fue uno de los pocos recintos de fútbol británico que no mostraban ninguna valla publicitaria.
Alrededor de 1923 el recinto fue ampliado para dar cabida a 50.000 espectadores cubiertos. Es vigilado por su mascota, un gallo de pelea de policía, desde el tejado de la Grada Este. En los años 1930 el fútbol era un pasatiempo tremendamente popular, y a pesar de la relativa mediocridad del Tottenham, 75.038 espectadores acudieron a White Hart Lane en marzo de 1938 para ver a los Spurs perder con el Sunderland AFC en la FA Cup. En 1953 se introdujeron los focos, que fueron renovados de nuevo en los años 1970 y regularmente renovados con nueva tecnología desde entonces.
La Grada Oeste fue construida a principios de los años 1980 y el proyecto fue tan mal dirigido que finalizó con retraso y el costo, mayor de lo previsto, provocó un serio perjuicio financiero en el Club. Este lado del estadio corre paralelamente con Tottenham High Road y está conectada con ella por Bill Nicholson Way.
La Grada Este (en Worcester Avenue) es una estructura de tres gradas diseñada por el conocido arquitecto de estadios Archibald Leitch en los años 1930. Hasta los años 1980 la grada intermedia fue una terraza de pie
con grandes vistas del terreno de juego a precios razonables. Los hinchas locales, en tono bromista, llamaban a esta grada La Estantería. Hacia 1990 la Grada Este había sido reformada, tomando el aspecto que tiene hoy día, pero dos apoyos que obstruyen la vista delatan su verdadera edad.
Los años 1990 vieron la culminación de la Grada Sur (sobre Park Lane) y la introducción de la primera pantalla de vídeo Jumbotron (actualmente hay dos, una sobre cada área de penalti). La renovación de la Grada de los Miembros (Norte), a la cual se llega por Paxton Road fue completada en 1996 dejando el estadio con su aspecto actual.
Siguieron las negociaciones de la junta directiva sobre el futuro del hogar del Tottenham Hotspur FC para incrementar la capacidad, si se siguen agotando las localidades para ver al equipo en casa, para el proyecto llamado Northumberland Development Project tiene planeado remodelar el estadio y ampliarlo a entre 58.000 a 60.000 espectadores. El traslado al Estadio de Wembley o los estadios que se construyeron para albergar los Juegos Olímpicos de 2012 en Londres eran opciones sechadas por el Club.
El 17 de marzo de 2012, durante el partido contra el Bolton, en el minuto 41 el futbolista anglo-congoleño Fabrice Muamba se desploma a causa de un paro cardíaco. El partido fue suspendido.